# Schwerer Wehrmachtschlepper
Der schwere Wehrmachtschlepper (kurz: sWS) ist ein Halbkettenfahrzeug, das im Zweiten Weltkrieg für die deutsche Wehrmacht entwickelt wurde und als Zugmaschine, Waffenträger (Selbstfahrlafette) und Nachschubfahrzeug zum Einsatz kam.

## Entwicklungsgeschichte

### Hintergrund
Im Sommer 1926 erhielt Heinrich Ernst Kniepkamp, als Mitarbeiter des Reichswehrministerium, den Auftrag, die deutsche Artillerietruppe zu motorisieren. Die Erprobung von landwirtschaftlichen Traktoren aus Deutschland, Amerika und England dauerte ca. 3 Jahre. Bei einem Test 1932 konnte sich die Halbkettenlösung gegenüber den anderen Konzepten durchsetzen.
Anfang der 1930er Jahre waren verschiedene deutsche Unternehmen an der Entwicklung von Halbkettenfahrzeugen in verschiedenen Leistungsklassen von 1 t Zugkraft bis zu 18 t Zugkraft beteiligt. Vor Kriegsbeginn stand die erste Generation verhältnismäßig leistungsstarker Halbketten-Zugkraftwagen für die Ausrüstung der deutschen Streitkräfte zur Verfügung. Die als Sonderkraftfahrzeuge 10, 11, 6, 7, 8 und 9 bezeichneten Fahrzeuge zeichneten sich in erster Linie durch ihre Zugkraft, jedoch weniger durch die Zuladung auf dem Fahrzeug, aus.
Die deutschen Halbketten-Fahrzeuge bewährten sich auf den europäischen Straßen beim Kriegseinsatz ab 1939 gut. Mit einer höheren Geländegängigkeit als Radfahrzeuge und höheren Geschwindigkeit als Vollkettenschlepper boten diese in den dynamischen Gefechtsabläufen des Blitzkriegs unentbehrliche Verwendungsvielfalt in der Truppe.
Allerdings erwies sich ähnlich wie bei vielen deutschen Militärkonstruktionen der Vorkriegszeit die Fertigung als zu aufwendig und dadurch teuer. Die Zahl der entwickelten Typen und Hersteller verhinderte eine wirtschaftliche und effektivere Produktion, was schon als Grundgedanke bei der Planung der 2. Generation deutscher Halbketten-Zugfahrzeuge, die vom Heereswaffenamt für die Entwicklung ab 1938 angedacht war, erkannt worden war.
Der massive Verschleiß, die Fahrzeugverluste durch erzwungene Rückzugsbewegungen und die zunehmende Bedrohung der Versorgungseinheiten im rückwärtigen Gebiet aus der Luft, führten insbesondere durch die Erfahrungen an der Ostfront zu einer neuen Planung, die nunmehr die Entwicklung einer 3. Generation deutscher Halbkettenfahrzeuge erforderte.

### Entwicklungsbeginn
Im Jahr 1942 wurde das Entwicklungsprogramm für die deutschen Halbkettenfahrzeuge der 3. Generation begonnen.
Dieses sah nur noch zwei Grundtypen vor:
- leichter Wehrmachtsschlepper (leWS) – Entwickler: Adler-Werke
- schwerer Wehrmachtsschlepper (sWS) – Entwickler: Büssing-NAG

Von Hitler wurde unter Eindruck der Nachschubprobleme im Winter 1941/42 am 7. Mai 1942 ein vereinfachtes Zugfahrzeug mit Halbkettenantrieb gefordert, das die mittleren Zugkraftwagen 5 t ablösen sollten. Gefordert wurde zunächst ein Fahrzeug, das 6 t Anhängelast ziehen und 3 t Nutzlast transportieren konnte. Das Heereswaffenamt erteilte den ersten Entwicklungsauftrag dann im Mai 1942 an Büssing-NAG. In der Konsequenz wurde im Juli 1942 das Auslaufen der Fertigung der 5t-Halbketten-Zugmaschine beschlossen, welche durch das neue Fahrzeug ersetzt werden sollte.
Das Heereswaffenamt erteilte der Firma Büssing-NAG einen Vertrag für fünf Versuchs-s.W.S. Diese erhielten die Fahrgestellnummern 2016, 2017, 2018, 2020 und 2021.
Das leichte Modell blieb bei Prototypen, der schwere Wehrmachtschlepper ging schließlich ab Herbst 1943 bei Büssing-NAG und Ringhoffer-Tatra in Produktion.

## Technische Beschreibung
Das Fahrzeug war einfach und unkompliziert gehalten, auch das Laufwerk bestand aus einer ungeschmierten Kette ohne Gummipolster sowie wirtschaftlicheren Laufrollenscheiben, die sowohl innerhalb als auch außerhalb des Schachtellaufwerks mit den überlappenden Rollen angebracht werden konnten.
Eine Variante wurde als Flak-Selbstfahrlafette für die 3,7-cm-FlaK 43 modifiziert. Die Flak wurde mit Geschützschild auf der Ladefläche positioniert, für einen 360-Grad-Richtbereich mussten die Seitenflächen heruntergeklappt werden.
| schwerer Wehrmachtschlepper | schwerer Wehrmachtschlepper                           |
| --------------------------- | ----------------------------------------------------- |
| Zuladung bzw. Anhängelast   | 4 bzw. 8 t                                            |
| Fahrbereich                 | 300 km Straße, 150 km Gelände mit 240-l-Tankkapazität |
| Wattiefe                    | 1 m                                                   |
| Bewaffnung                  | unbewaffnet, Variante mit 3,7-cm-Flak                 |
| Panzerung                   | ungepanzert, teilgepanzerte Varianten mit 6 bis 15 mm |

## Produktion
Die Serienfertigung im Büssing-NAG-Werk Berlin-Oberschöneweide basierte auf den Verträgen 0213-1001/42 mit 625 St. / sWS-Pritschenaufbau und 375 St. / sWS-Flak-Aufbau und 0213-1003/43 mit 1.725 sWS mit Pritschenaufbau und 575 sWS mit Flak-Aufbau. Hierbei begannen die Fahrzeug-Seriennummer mit der Nummer 150001.
Das Heereswaffenamt vergab einen weiteren gemeinsamen Vertrag SS213-1001/43 and die Firmen Ringhoffer-Tatra in Prag und Wagenfabrik AG in Kolin. Hier sollten weitere 500 Pritschen-Fahrzeuge beginnend mit der Fahrgestell-Seriennummer 250001 gefertigt werden.
Die Produktionsplanung sollte im Oktober 1943 mit 50 Fahrzeugen beginnen und stufenweise bis zum März 1945 auf einen Ausstoß von 400 Fahrzeugen monatlich ansteigen. Die Kriegslage führte zu massiven Verzögerungen und die ersten fünf Fahrzeuge, vier Schlepper und eine Flak-Selbstfahrlafette, wurden erst im Dezember 1943 ausgeliefert. Im Oktober 1944 wurde der Höhepunkt der Fertigung mit 112 ausgelieferten Fahrzeugen erreicht. Danach fielen die Produktionszahlen wieder ab. Die letzten 25 sollen im März 1945 gefertigt worden sein, aber es fehlen genau Details, welche Typen übergeben wurden.
In Summe ausgeliefert wurden:
1943 - 5 Fahrzeuge (4× Pritsche / 1× Flak-Sfl)
1944 - 724 Fahrzeuge (649× Pritsche / 75× Flak-Sfl)
1945 - 103 Fahrzeuge (>73(?) Pritsche / >5 Flak-Sfl)
Hierbei sind die ca. 97 Fahrzeuge aus dem Werk in Kolin eingerechnet.
Das Fahrzeug wurde somit bis Kriegsende in vergleichsweise geringer Stückzahl von ca. 830 Exemplaren gefertigt und konnte die Halbketten-Zugkraftwagen der ersten Generation nicht mehr ablösen.
Da auch der nicht weiterentwickelte leichte Wehrmachtsschlepper mit baugleichen Teilen zum sWS zur Standardisierung der Teile beitragen hätte sollen, wurde durch die Einführung des sWS keine wirkliche Entlastung der Logistik geschaffen.

## Varianten

### Varianten des ungepanzerten Grundtypen
- schwerer Wehrmachtschlepper mit Pritschenaufbau als Selbstfahrlafette für 3,7-cm-Flak 43/1 oder 3,7-cm-Flak 37 – wie bei den meisten Pritschen-Halbketten wurden einzelne Fahrzeuge durch die Truppe individuell oder auch systematisch mit Flugabwehrgeschützen versehen, um damit Fahrzeugkolonnen gegen die allgegenwärtigen amerikanischen Tiefflieger und sowjetischen Schlachtflieger zu schützen, fotografische Belege sind vorhanden –
- schwerer Wehrmachtschlepper mit Pritschenaufbau als Selbstfahrlafette für 2-cm-Flakvierling 38 – wie bei den meisten Pritschen-Halbketten wurden einzelne Fahrzeuge durch die Truppe individuell oder auch systematisch mit Flugabwehrgeschützen versehen, um damit Fahrzeugkolonnen gegen die allgegenwärtigen amerikanischen Tiefflieger und sowjetischen Schlachtflieger zu schützen, fotografische Belege sind vorhanden -

### Varianten mit gepanzerten Aufbauten
- schwerer Wehrmachtschlepper mit Behelfspanzerung als Selbstfahrlafette für 3,7-cm-Flak 43/1
- schwerer Wehrmachtschlepper mit Behelfspanzerung als Selbstfahrlafette für 2-cm-Flakvierling 38
- schwerer Wehrmachtschlepper mit Behelfspanzerung – ohne Bewaffnung als Transportfahrzeug –
- schwerer Wehrmachtschlepper mit Behelfspanzerung für 15-cm-Panzerwerfer 42 – versuchsweise wurde mindestens eins, nach fotografischen Belegen allerdings wohl zwei Fahrzeuge analog der Sd.Kfz. 4/1 (Panzerwerfer 42) umgebaut –
- schwerer Wehrmachtschlepper mit Behelfspanzerung für 15-cm-Panzerwerfer 42 – Munitionsfahrzeug - - laut verschiedenen Quellen wurde genau wie beim Sd.Kfz. 4/1 eine Version des Fahrzeugs ohne Werferturm als Versorgungs-Fahrzeug gebaut, der fotografische Nachweis fehlt –
- schwerer Wehrmachtschlepper mit Behelfspanzerung für 15-cm-Panzerwerfer 42 – Uhu-IR-Gefechtsfeldbeleuchtung - - laut einzelnen Quellen wurde auch ein Fahrzeug mit 60-cm-Infrarot-Scheinwerfer in Lafettierung des Panzerwerfers 42 als Beleuchtungsfahrzeug für Nachtgefechte konzipiert, ein Nachweis für die Existenz eines Prototypen wurde noch nicht erbracht –

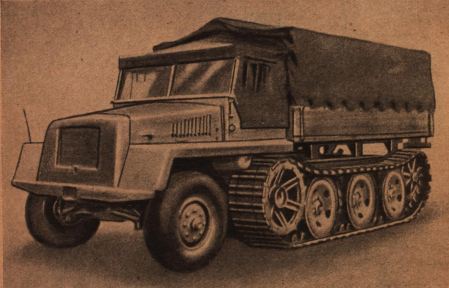
sWS mit Pritschenaufbau aus D. 606-15.
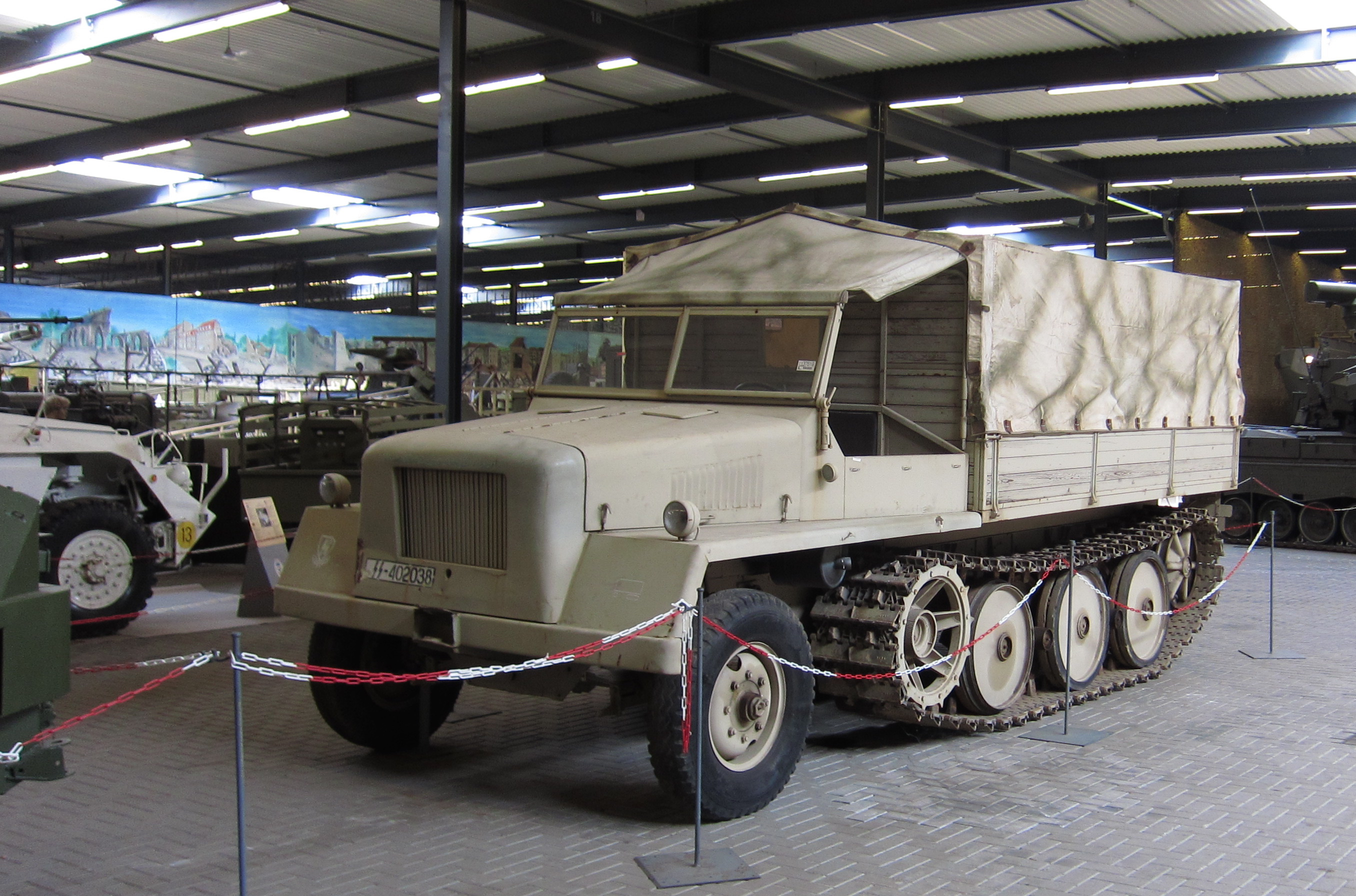
Ungepanzerter sWS
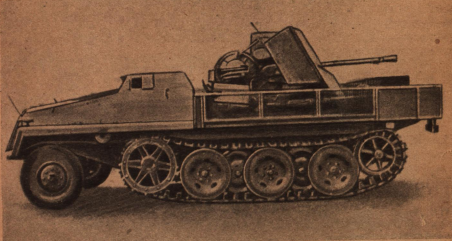
sWS mit Flak als Sfl. aus D. 606-15.
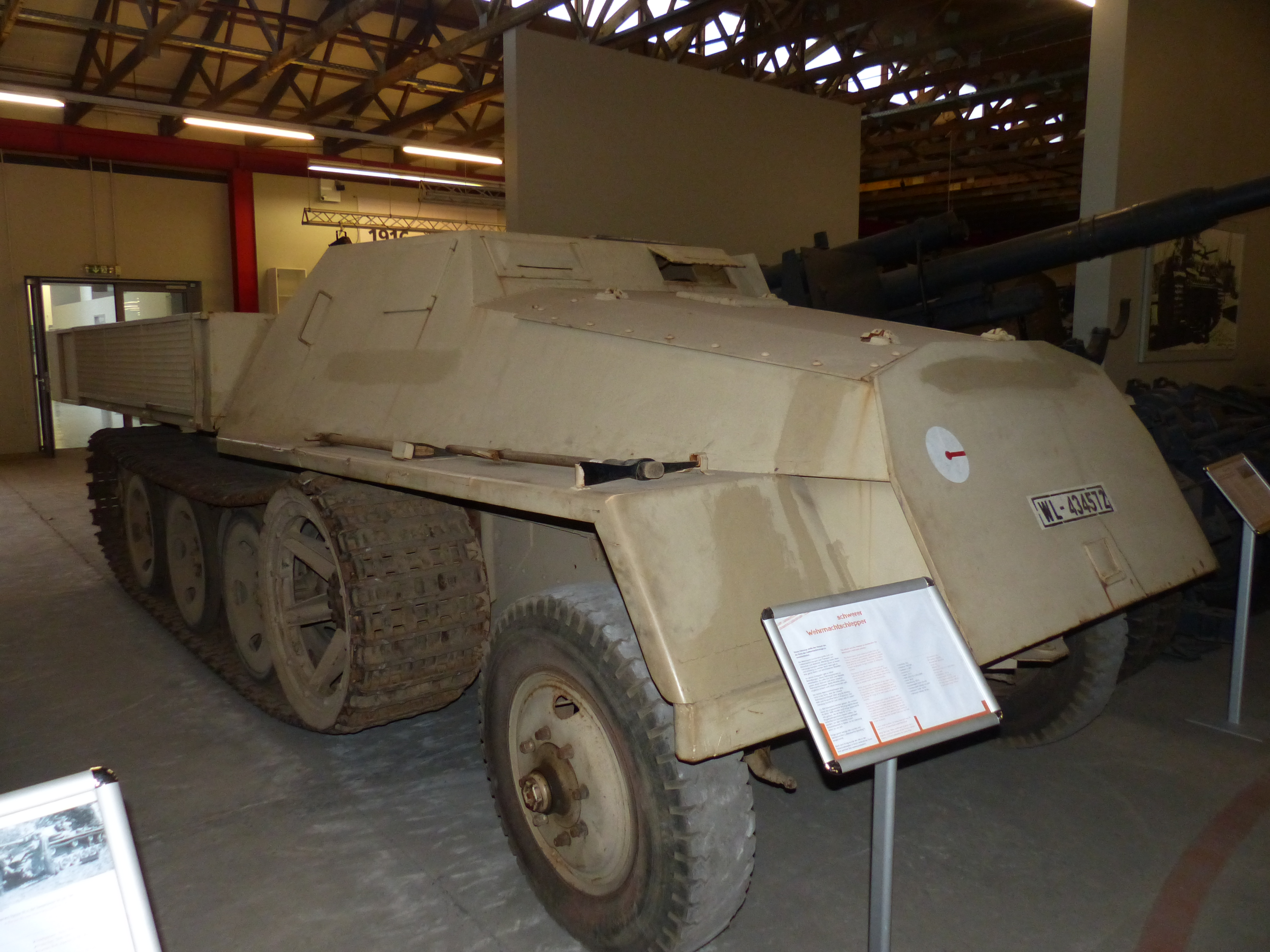
Gepanzerter SWS im Panzermuseum Munster

Anmerkung:
Zwei Projekte aus der Anfangsphase der Entwicklung, ein Aufbau mit einer leichten Feldhaubitze (le.FH 18/6) vom August 1943 und ein Aufbau mit einer 7,5-cm-Pak L/70 vom September 1943, erreichten nie mehr als ein theoretisches Stadium.

## Einsatz
Aufgrund der Zugeständnisse auf Kosten der Motorisierung kam ein Einsatz bei Panzerverbänden oder anderen schnellen Truppen nicht in Frage, der Einsatz beschränkte sich wegen der geringen Geschwindigkeit auf die Infanterie. Diese Einschränkung war während der Rückzüge an der Ostfront auch Ursache von Verlusten, was bei der Truppe dazu führte, dass die vorhandenen Fahrzeuge hauptsächlich Nachschub transportierten, statt tatsächlich als Zugmaschinen zu dienen. Auch bei den Flak-Selbstfahrlafetten wurde so die Einsatzfähigkeit sowie das Truppenvertrauen gehemmt.
Fotographisch belegt sind verschiedene Geschütze als Anhängelast für den sWS, aus denen sich teilweise die Zuteilungen erkennen lassen. Andere Zuteilungen sind aus Bestandsmeldungen der Verbände zu entnehmen. Beispielhaft ohne den Anspruch auf Vollständigkeit:
- 5t – Einheits-Anhänger
- schwere Panzerjäger-Abteilung 657 – 8,8-cm-Pak 43 – (Meldung vom 8. Februar 1945 - 14 Fzge)[4]
- schwere Panzerjäger-Abteilung 668 - 8,8-cm-Pak 43 – (Meldung vom 8. Februar 1945 - 22 Fzge)[4]
- 8,8-cm-Pak 43/41
- 21-cm-Mörser 18

Mit etwa 81 Fahrzeugen, welche mit dem Behelfspanzeraufbau ausgeliefert wurden, war nur ein geringer Teil der Fahrzeuge bei Auslieferung als Flak-Selbstfahrlafetten vorgesehen. Fotografisches Dokumente belegen jedoch, dass auch auf einer gewissen Zahl der ungepanzerten Fahrgestelle leichte Flak-Geschütze zum Einsatz gebracht worden sind. Während gleichzeitig Fahrzeuge mit Behelfspanzerungen auch als Artillerieschlepper zum Einsatz gekommen sind.
Zwei Fahrzeuge wurden durch Teams des US Army Technical Intelligence in Reports dokumentiert, nachdem diese nach dem alliierten Vormarsch in die Hände der 3rd US Army gefallen waren.
- Fahrgestell 150636 – Ungepanzerte Ausführung (Report No. 175) – das Fahrzeug wurde mit amerikanischen Markierungen versehen – Bilder von einem weiteren zerstörten Fahrzeug sind im Report enthalten
- Fahrgestell 150560 – Gepanzerte Ausführung (Report No. 217) – ohne Bewaffnung